# Klara Hammarström
Klara Hammarström (Stockholm, 20 april 2000) is een Zweeds zangeres en televisiepersoonlijkheid. Ze was samen met haar familie te zien in het televisieprogramma Familjen Hammarström van SVT. Eerder was Hammarström paardrijdster.

## Biografie
Hammarström deed viermaal mee aan het liedjesfestijn Melodifestivalen. In haar eerste deelname in 2020 wist ze met haar nummer Nobody niet voorbij de halve finales te geraken. Datzelfde jaar werkte ze samen met de Congolees-Zweedse zanger Mohombi. Samen brachten ze de single The One uit. In 2021 deed Hammarström mee aan Melodifestivalen 2021 met het nummer Beat of Broken Hearts  Ze wist in de Second Chance ten koste van Efraim Leo door te stoten naar de finale. Met een totaal van 74 punten eindigde Hammarström op de zesde plaats in de finale. In 2022 keerde ze terug op Melodifestivalen met het nummer Run to the Hills. Ze trad aan in de vierde heat van waaruit ze zich direct wist te plaatsen voor de grote finale. In de finale eindigde Hammarström opnieuw op de zesde plaats.
In 2024 deed Hammarström als skiënde reporter mee aan de Wasaloop. Op 26 november 2024 werd ze eveneens aangekondigd als een van de artiesten van Melodifestivalen 2025. Ze trad hier in de tweede show aan met het nummer On and On and On en wist zich direct te plaatsen voor de grote finale die plaatsvond op 8 maart 2025. Ze eindigde in de finale op de 4e plek met 77 punten. 

## Discografie

### Singles
- 2019: Break up song
- 2019: You should know me better
- 2019: Riding home for christmas
- 2020: Nobody
- 2020: The one (met Mohombi)
- 2020: Oh my oh my
- 2020: "DNA
- 2021: Beat of broken hearts
- 2022: Guld, svett & tårar (met Liamoo)
- 2022: Run to the hills
- 2022: Bang my head
- 2023: Everytime we touch (Cascada cover)
- 2024: One of us
- 2024: Mad
- 2024: Do it for love
- 2024: Til it feels alright